# Helina rastrella
Helina rastrella este o specie de muște din genul Helina, familia Muscidae, descrisă de Xue în anul 1985. Conform Catalogue of Life specia Helina rastrella nu are subspecii cunoscute.